# كيد فوستر
كيد فوستر (بالإنجليزية: Cade Foster)‏ هو لاعب كرة قدم أمريكية أمريكي، ولد في 10 مارس 1991 في ساوثلايك في الولايات المتحدة.